# Adam Warlock
Adam Warlock, ban đầu được gọi là Him hay Adam, là nhân vật hư cấu xuất hiện trong truyện tranh Mỹ, được xuất bản bởi Marvel Comics. Sự xuất hiện sớm nhất của nhân vật này là trong Fantastic Four #66–67 (ngày ghi ở trang bìa tháng 9 năm 1967 và tháng 10 năm 1967) và Thor #164–166 (tháng 5 năm 1969). Nhân vật được tạo ra bởi Stan Lee và Jack Kirby, sau đó được phát triển đáng kể bởi Roy Thomas bởi Jim Starlin.
Ra mắt trong kỷ nguyên bạc của truyện tranh, nhân vật này đã xuất hiện trong hơn bốn thập kỷ xuất bản của Marvel và đóng vai chính trong các tựa phim Marvel Premiere và Strange Tales, cũng như năm tập cùng tên và một số bộ truyện giới hạn liên quan. Adam Warlock đã xuất hiện trong rất nhiều phương tiện truyền thông như loạt phim hoạt hình truyền hình, và video game.